# مغز در خمره

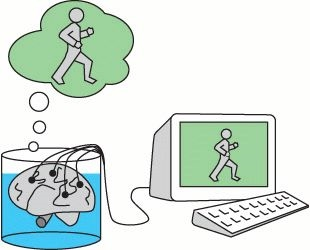
یک مغز توی خمره تصور می‌کند دارد راه می‌رود!

مغز در خمره (به انگلیسی: Brain in a vat) عنوان یک آزمایش فکری در معرفت‌شناسی است که توسط هیلاری پاتنم ارائه شده‌است. تصور کنید که روزی دانشمندی دیوانه، مغز ما را از جمجمه خارج کند و آن را در ماده‌ای مغذی قرار داده و زنده نگه دارد. آنگاه به وسیله سیستم کامپیوتری پیچیده‌ای، این توهم را ایجاد کند که زندگی ما همچنان به صورت عادی ادامه دارد.
پاتنم به واسطه اعتقادش به نظریه علیتی ارجاع، معتقد است که اسم‌های غیر توصیفی به صورت مستقیم به مرجعشان ارجاع می‌دهند. به واسطه همین، با وجود اینکه ما مغز در خمره هستیم، اگر بگوییم که «من مغزی در خمره هستم»، عبارت ما عبارت صادقی نخواهد بود؛ چرا که کلمات «مغز» و «خمره» در اینجا به مغز و خمره واقعی درون جهان واقعی ارجاع نمی‌دهند، بلکه به مغز توهمی و خمره توهمی ارجاع خواهند داد. عبارت صادق نیست چون، در داستان توضیح داده شده، مغز واقعی ما در خمره‌ای واقعی قرار دارد.
ایدهٔ اصلی چنین آزمایشی به دکارت بازمی‌گردد.